# Ганс Рінк
Ганс Рінк (нім. Hans Rinck; 2 червня 1912, Гамбург — 19 квітня 1999) — німецький офіцер-підводник, оберлейтенант-цур-зее резерву крігсмаріне.

## Біографія
14 липня 1941 року вступив на флот. Після проходження навчання з січня 1942 року служив в 36-й флотилії мінних тральщиків в Остенде. З 6 травня по серпень 1942 року навчався в штурманському училищі Готенгафена, після чого служив вахтовим офіцером в 15-й і 30-й флотиліях мінних тральщиків.
З 7 червня по 15 листопада 1943 року пройшов курс підводника, з 16 липня 1943 по 2 січня 1944 року — курс командира взводу, 3-15 січня — курс кермування, з 16 січня по 29 лютого — курс командира підводного човна. 14 березня 1944 року направлений на будівництво підводного човна U-1019. З 5 травня 1944 року — командир U-1019, на якому здійснив 1 похід (1 лютого — 9 квітня 1945). 9 травня 1945 року здався британським військам у Тронгеймі. 20 червня 1947 року звільнений.

## Звання
- Рекрут (14 липня 1941)
- Матрос-єфрейтор резерву (1 листопада 1941)
- Штурмансмат резерву (1 квітня 1942)
- Штурман резерву (1 липня 1942)
- Лейтенант-цур-зее резерву (1 листопада 1942)
- Оберлейтенант-цур-зее резерву (1 квітня 1944)

## Нагороди
- Нагрудний знак мінних тральщиків (10 березня 1942)
- Залізний хрест 2-го класу (серпень 1942)